# ATR 42

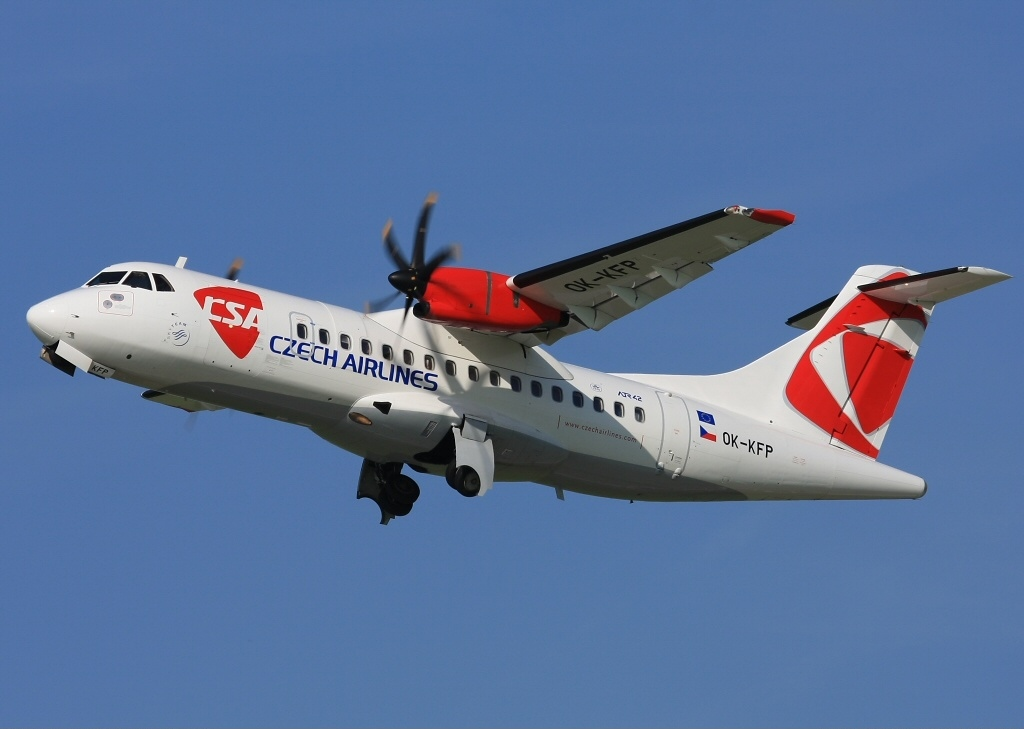
체코 항공의 ATR 42-500

ATR 42는 프랑스의 항공기 제조회사인 ATR에서 제작한 단거리용 쌍발 터보프롭 항공기이다.

## 역사
ATR 42은 1981년에 발표되어 1984년 8월에 제작해 첫 취항을 했으며 프랑스와 이탈리아에 인증한 이후 1985년 9월부터 판매가 시작되어 같은 해 12월에 인도했다. 프랑스의 초기 ATR 42 버전은 1996년까지 생산했다. 이후 개선 되면서 고온 및 높은 성능을 위해보다 강력한 PW-121 엔진을 필요했다. ATR 42-300QC은 표준 300 시리즈의 화물과 여객용으로 사용하고 있다.
현재 생산 버전은 500 기종으로 새로운 엔진과 프로펠러를 적용해 향상 뜨거운 높은 성능을 증가 체중 용량과 향상된 여객 기내로 완전히 새로운 세대의 항공기이다. 50개의 좌석을 배치한 ATR 42-500은 1995년에 최초로 도입했다.
2009년 1월 기준으로 ATR 42는 413대의 주문을 받아 전 세계로 딜리버리 되었으며 후속 기종은 좌석 수를 48개에서 78개로 늘린 ATR 72 기종이 있다.

## 세부 모델
- ATR 42–200
- ATR 42–300(-320)
- ATR 42-400
- ATR 42–500
- ATR 42–600

## 같이 보기
- ATR 72
- 드 해빌랜드 캐나다 대쉬 8
- 포커 50
- 사브 2000